# Члены-корреспонденты РАСХН
Приведён список ныне живущих учёных, являвшихся членами-корреспондентами Российской академии сельскохозяйственных наук (РАСХН) на момент прекращения существования данной академии в 2013 году.
В 2013 году, в результате реформы, РАСХН влилась в Российскую академию наук (РАН), превратившись в её Отделение сельскохозяйственных наук (ОСХН РАН), а все члены-корреспонденты РАСХН получили право на статус членов-корреспондентов РАН по этому Отделению. Выборы 2016 года (и последующие: 2019 года и далее) проводились (будут проводиться) уже непосредственно в РАН. Академик А. А. Анфиногентова ныне числится по другому Отделению РАН (указано в списке), куда ещё до 2013 года была избрана помимо избрания членкором РАСХН.

## Список членов-корреспондентов
Всего в списке 84 учёных, в том числе 10 женщин.
| Фамилия, Имя Отчество                | Дата рождения    | Дата избрания   | В Российской академии наук | В Российской академии наук | В Российской академии наук                                                      | В Российской академии наук | Учёная степень        |
| Фамилия, Имя Отчество                | Дата рождения    | Дата избрания   | Отделение                  | Секция                     | Специальность                                                                   | Регион                     | Учёная степень        |
| ------------------------------------ | ---------------- | --------------- | -------------------------- | -------------------------- | ------------------------------------------------------------------------------- | -------------------------- | --------------------- |
| Абонеев, Василий Васильевич          | 19 июля 1949     | 15 февраля 2012 | ОСХН                       | СЗВ                        | Разведение, селекция и генетика сельскохозяйственных животных                   |                            | д. с.-х. н.           |
| Авилов, Вячеслав Михайлович          | 7 июня 1940      | 18 февраля 1999 | ОСХН                       | СЗВ                        | Эпизоотология и организация ветеринарного дела                                  |                            | д. в. н.              |
| Альт, Виктор Валентинович            | 22 марта 1946    | 17 февраля 2005 | ОСХН                       | СМЭА                       | Электрификация сельского хозяйства                                              | СО                         | д. т. н.              |
| Андреев, Николай Руфеевич            | 1 января 1940    | 15 февраля 2007 | ОСХН                       | СХПП                       | Хранение и переработка сельскохозяйственной продукции                           |                            | д. т. н.              |
| Анфиногентова, Анна Антоновна        | 29 декабря 1938  | 4 июля 1991     | ООН                        | СЭк                        | Экономика                                                                       |                            | д. э. н.              |
| Афанасенко, Ольга Сильвестровна      | 13 декабря 1948  | 18 февраля 2010 | ОСХН                       | СРЗБР                      | Защита и биотехнология растений                                                 |                            | д. б. н.              |
| Багиров, Вугар Алинияз оглы          | 21 августа 1968  | 18 февраля 2010 | ОСХН                       | СЗВ                        | Биотехнология                                                                   |                            | д. б. н.              |
| Багров, Алексей Михайлович           | 29 сентября 1946 | 18 февраля 1999 | ОСХН                       | СЗВ                        | Рыбное хозяйство                                                                |                            | д. б. н.              |
| Байбеков, Равиль Файзрахманович      | 5 января 1954    | 18 февраля 2010 | ОСХН                       | СЗМВЛХ                     | Почвоведение                                                                    |                            | д. с.-х. н.           |
| Баталова, Галина Аркадьевна          | 29 декабря 1959  | 15 февраля 2007 | ОСХН                       | СРЗБР                      | Растениеводство                                                                 |                            | д. с.-х. н.           |
| Бельков, Григорий Иванович           | 28 марта 1937    | 19 июня 1990    | ОСХН                       | СЗВ                        | Животноводство                                                                  | УрО                        | д. с.-х. н.           |
| Беляк, Виктор Борисович              | 15 июля 1946     | 18 февраля 1999 | ОСХН                       | СРЗБР                      | Кормопроизводство                                                               |                            | д. с.-х. н.           |
| Богатырёв, Андрей Николаевич         | 29 июня 1935     | 4 июля 1991     | ОСХН                       | СХПП                       | Процессы, машины и агрегаты пищевой промышленности                              |                            | д. т. н.              |
| Бондаренко, Людмила Васильевна       | 22 февраля 1940  | 15 февраля 2007 | ОСХН                       | СЭЗОСРС                    | Экономика и управление народным хозяйством                                      |                            | д. э. н.              |
| Василенко, Вячеслав Николаевич       | 25 августа 1951  | 15 февраля 2012 | ОСХН                       | СЗВ                        | Разведение, селекция и генетика сельскохозяйственных животных                   |                            | д. с.-х. н.           |
| Виноградов, Валерий Николаевич       | 8 декабря 1954   | 15 февраля 2007 | ОСХН                       | СЗВ                        | Кормление сельскохозяйственных животных и технология кормов                     |                            | д. с.-х. н.           |
| Вражнов, Александр Васильевич        | 29 марта 1939    | 18 февраля 1999 | ОСХН                       | СЗМВЛХ                     | Общее земледелие                                                                | УрО                        | д. с.-х. н.           |
| Гончаров, Николай Петрович           | 2 января 1959    | 18 февраля 2010 | ОСХН                       | СРЗБР                      | Растениеводство                                                                 | СО                         | д. б. н.              |
| Гончарова, Антонина Васильевна       | 28 мая 1936      | 17 февраля 2005 | ОСХН                       | СРЗБР                      | Растениеводство                                                                 | СО                         | д. с.-х. н.           |
| Гусев, Анатолий Алексеевич           | 21 февраля 1947  | 20 февраля 1997 | ОСХН                       | СЗВ                        | Ветеринарная микробиология, вирусология, эпизоотология, микология и иммунология |                            | д. в. н.              |
| Гущин, Виктор Владимирович           | 14 сентября 1938 | 17 февраля 2005 | ОСХН                       | СЗВ                        | Зоотехния                                                                       |                            | д. с.-х. н.           |
| Девришов, Давудай Абдулсемедович     | 24 июля 1952     | 17 февраля 2005 | ОСХН                       | СЗВ                        | Ветеринарная медицина                                                           |                            | д. б. н.              |
| Джавадов, Эдуард Джавадович          | 7 мая 1959       | 18 февраля 2010 | ОСХН                       | СЗВ                        | Ветеринария                                                                     |                            | д. в. н.              |
| Дидманидзе, Отари Назирович          | 3 октября 1954   | 18 февраля 2010 | ОСХН                       | СМЭА                       | Технологии и средства механизации сельского хозяйства                           |                            | д. т. н.              |
| Долгушкин, Николай Кузьмич           | 30 января 1949   | 17 февраля 2005 | ОСХН                       | СЭЗОСРС                    | Экономика земельных отношений и социальное развитие села                        |                            | д. э. н.              |
| Егоров, Евгений Алексеевич           | 5 февраля 1955   | 18 февраля 2010 | ОСХН                       | СРЗБР                      | Растениеводство                                                                 |                            | д. э. н.              |
| Еськов, Анатолий Иванович            | 27 июля 1941     | 15 февраля 2007 | ОСХН                       | СЗМВЛХ                     | Агрохимия                                                                       |                            | д. с.-х. н.           |
| Завалин, Алексей Анатольевич         | 16 августа 1952  | 15 февраля 2007 | ОСХН                       | СЗМВЛХ                     | Общее земледелие                                                                |                            | д. с.-х. н.           |
| Завриев, Сергей Кириакович           | 8 ноября 1949    | 17 февраля 2005 | ОСХН                       | СРЗБР                      | Защита растений                                                                 |                            | д. б. н.              |
| Закшевский, Василий Георгиевич       | 7 декабря 1965   | 15 февраля 2012 | ОСХН                       | СЭЗОСРС                    | Экономика земельных отношений и социальное развитие села                        |                            | д. э. н.              |
| Иванов, Аркадий Васильевич           | 4 апреля 1950    | 15 февраля 2012 | ОСХН                       | СЗВ                        | Ветеринарная медицина                                                           |                            | д. б. н.              |
| Иванов, Дмитрий Анатольевич          | 21 августа 1956  | 15 февраля 2012 | ОСХН                       | СЗМВЛХ                     | Мелиоративное земледелие                                                        |                            | д. с.-х. н.           |
| Иванов, Юрий Анатольевич             | 2 июля 1962      | 15 февраля 2012 | ОСХН                       | СМЭА                       | Механизация и автоматизация сельскохозяйственного производства                  |                            | д. с.-х. н.           |
| Инишева, Лидия Ивановна              | 10 июля 1947     | 18 февраля 1999 | ОСХН                       | СЗМВЛХ                     | Сельскохозяйственная мелиорация, почвоведение                                   | СО                         | д. с.-х. н.           |
| Кайшев, Владимир Григорьевич         | 18 марта 1954    | 18 февраля 2010 | ОСХН                       | СХПП                       | Экономика и управление сельским хозяйством                                      |                            | д. э. н.              |
| Каракотов, Салис Добаевич            | 29 декабря 1953  | 15 февраля 2012 | ОСХН                       | СРЗБР                      | Защита и биотехнология растений                                                 | СО                         | д. х. н.              |
| Клименко, Александр Иванович         | 30 октября 1957  | 18 февраля 2010 | ОСХН                       | СЗВ                        | Ветеринария                                                                     |                            | д. с.-х. н.           |
| Кононов, Олег Дмитриевич             | 3 июля 1942      | 18 февраля 2010 | ОСХН                       | СЗМВЛХ                     | Почвоведение                                                                    | УрО                        | д. с.-х. н.           |
| Корниенко, Анатолий Васильевич       | 25 февраля 1940  | 18 февраля 1999 | ОСХН                       | СРЗБР                      | Растениеводство                                                                 |                            | д. с.-х. н.           |
| Коробейников, Михаил Антонович       | 17 апреля 1941   | 14 февраля 2001 | ОСХН                       | СЭЗОСРС                    | Экономика и управление народным хозяйством                                      |                            | д. э. н.              |
| Коршунов, Александр Васильевич       | 1 августа 1938   | 18 февраля 1999 | ОСХН                       | СРЗБР                      | Растениеводство                                                                 |                            | д. с.-х. н.           |
| Косолапов, Владимир Михайлович       | 3 июня 1957      | 18 февраля 2010 | ОСХН                       | СРЗБР                      | Растениеводство                                                                 |                            | д. с.-х. н.           |
| Кочетов, Валерий Сергеевич           | 2 января 1947    | 16 февраля 1995 | ОСХН                       | СХПП                       | Хранение и переработка сельскохозяйственной продукции                           |                            | д. т. н.              |
| Кочиш, Иван Иванович                 | 2 января 1951    | 15 февраля 2007 | ОСХН                       | СЗВ                        | Зоотехния                                                                       |                            | д. с.-х. н.           |
| Кузьмичёв, Евгений Павлович          | 25 июля 1953     | 18 февраля 1999 | ОСХН                       | СЗМВЛХ                     | Экология и защита леса                                                          |                            | д. б. н.              |
| Лазовский, Виталий Васильевич        | 24 декабря 1936  | 19 июня 1990    | ОСХН                       | СМЭА                       | Механизация                                                                     |                            | д. э. н.              |
| Лайшев, Касим Анверович              | 27 октября 1957  | 15 февраля 2007 | ОСХН                       | СЗВ                        | Ветеринарная микробиология и эпизоотология                                      | СО                         | д. в. н.              |
| Ларионов, Сергей Васильевич          | 4 февраля 1949   | 15 февраля 2007 | ОСХН                       | СЗВ                        | Ветеринарная паразитология                                                      |                            | д. в. н.              |
| Мазитов, Назиб Каюмович              | 8 июля 1940      | 17 февраля 2005 | ОСХН                       | СМЭА                       | Технологии и средства механизации сельского хозяйства                           |                            | д. с.-х. н.           |
| Миндрин, Алексей Семёнович           | 1 апреля 1947    | 17 февраля 2005 | ОСХН                       | СЭЗОСРС                    | Экономика и управление народным хозяйством                                      |                            | д. э. н.              |
| Мотовилов, Константин Яковлевич      | 5 июня 1940      | 15 февраля 2007 | ОСХН                       | СХПП                       | Хранение и переработка сельскохозяйственной продукции                           | СО                         | д. б. н.              |
| Никонова, Галина Николаевна          | 26 мая 1952      | 15 февраля 2007 | ОСХН                       | СЭЗОСРС                    | Экономика и управление народным хозяйством                                      |                            | д. э. н.              |
| Новосёлов, Юрий Анатольевич          | 12 сентября 1934 | 16 февраля 1995 | ОСХН                       | СЭЗОСРС                    | Экономика и управление АПК                                                      | СО                         | д. э. н.              |
| Овчинников, Алексей Семёнович        | 4 марта 1950     | 18 февраля 2010 | ОСХН                       | СЗМВЛХ                     | Мелиорация, рекультивация и охрана земель                                       |                            | д. с.-х. н.           |
| Ольгаренко, Владимир Иванович        | 28 июля 1937     | 16 февраля 1995 | ОСХН                       | СЗМВЛХ                     | Мелиорация                                                                      |                            | д. т. н.              |
| Папцов, Андрей Геннадьевич           | 27 марта 1958    | 12 февраля 2012 | ОСХН                       | СЭЗОСРС                    | Экономика и управление сельским хозяйством                                      |                            | д. э. н.              |
| Петров, Андрей Николаевич            | 29 апреля 1954   | 15 февраля 2012 | ОСХН                       | СХПП                       | Хранение и переработка сельскохозяйственной продукции                           |                            | д. т. н.              |
| Римарева, Любовь Вячеславовна        | 28 сентября 1950 | 18 февраля 2010 | ОСХН                       | СХПП                       | Хранение и переработка сельскохозяйственной продукции                           |                            | д. т. н.              |
| Рындин, Алексей Владимирович         | 30 марта 1964    | 15 февраля 2012 | ОСХН                       | СРЗБР                      | Растениеводство                                                                 |                            | д. с.-х. н.           |
| Савченко, Евгений Степанович         | 8 апреля 1950    | 15 февраля 2007 | ОСХН                       | СЭЗОСРС                    | Экономика и управление народным хозяйством                                      |                            | д. э. н.              |
| Санжарова, Наталья Ивановна          | 27 октября 1950  | 15 февраля 2012 | ОСХН                       | СЗМВЛХ                     | Радиобиология                                                                   |                            | д. б. н.              |
| Сергеев, Валерий Николаевич          | 14 декабря 1940  | 18 февраля 1993 | ОСХН                       | СХПП                       | Хранение и переработка животноводческой продукции                               |                            | д. т. н.              |
| Сёмин, Александр Николаевич          | 12 июня 1955     | 15 февраля 2007 | ОСХН                       | СЭЗОСРС                    | Экономика и управление сельским хозяйством                                      | УрО                        | д. э. н.              |
| Синеговская, Валентина Тимофеевна    | 31 октября 1952  | 15 февраля 2007 | ОСХН                       | СРЗБР                      | Растениеводство                                                                 | ДВО                        | д. с.-х. н.           |
| Сочнев, Василий Васильевич           | 26 июля 1935     | 19 июня 1990    | ОСХН                       | СЗВ                        | Ветеринария                                                                     |                            | д. в. н.              |
| Стекольников, Анатолий Александрович | 9 марта 1956     | 15 февраля 2007 | ОСХН                       | СЗВ                        | Ветеринария                                                                     |                            | д. в. н.              |
| Таранов, Михаил Алексеевич           | 31 января 1952   | 15 февраля 2007 | ОСХН                       | СМЭА                       | Электрификация сельского хозяйства                                              |                            | д. т. н.              |
| Трухачёв, Владимир Иванович          | 16 июля 1955     | 15 февраля 2007 | ОСХН                       | СЗВ                        | Зоотехния                                                                       |                            | д. с.-х. н., д. э. н. |
| Тужилкин, Вячеслав Иванович          | 1 апреля 1939    | 16 февраля 1995 | ОСХН                       | СХПП                       | Хранение и переработка сельскохозяйственной продукции                           |                            | д. т. н.              |
| Турусов, Виктор Иванович             | 29 октября 1957  | 15 февраля 2012 | ОСХН                       | СЗМВЛХ                     | Общее земледелие                                                                |                            | д. с.-х. н.           |
| Тяпугин, Евгений Александрович       | 11 июня 1956     | 17 февраля 2005 | ОСХН                       | СЗВ                        | Зоотехния                                                                       |                            | д. б. н.              |
| Усков, Игорь Борисович               | 2 сентября 1928  | 4 июля 1991     | ОСХН                       | СЗМВЛХ                     | Метеорология, климатология и агрометеорология                                   |                            | д. ф.-м. н.           |
| Успенский, Александр Витальевич      | 30 августа 1943  | 17 февраля 2005 | ОСХН                       | СЗВ                        | Ветеринарная медицина                                                           |                            | д. в. н.              |
| Утков, Юрий Андреевич                | 12 декабря 1936  | 20 февраля 1997 | ОСХН                       | СМЭА                       | Механизация сельскохозяйственного производства                                  |                            | д. т. н.              |
| Федоренко, Вячеслав Филиппович       | 7 июня 1951      | 15 февраля 2007 | ОСХН                       | СМЭА                       | Механизация и автоматизация сельскохозяйственного производства                  |                            | д. т. н.              |
| Фёдоров, Юрий Николаевич             | 18 января 1942   | 18 февраля 1999 | ОСХН                       | СЗВ                        | Микробиология                                                                   |                            | д. б. н.              |
| Цугленок, Николай Васильевич         | 17 декабря 1946  | 15 февраля 2012 | ОСХН                       | СМЭА                       | Электрификация сельского хозяйства                                              | СО                         | д. т. н.              |
| Черников, Виктор Григорьевич         | 24 февраля 1935  | 14 февраля 2001 | ОСХН                       | СМЭА                       | Механизация сельскохозяйственного производства                                  |                            | д. т. н.              |
| Шамсутдинов, Зебри Шамсутдинович     | 9 января 1931    | 15 июня 1988    | ОСХН                       | СРЗБР                      | Кормопроизводство                                                               |                            | д. б. н.              |
| Шарипов, Салимзян Ахтямович          | 1 января 1945    | 18 февраля 2010 | ОСХН                       | СЭЗОСРС                    | Экономика, организация и управление предприятиями, отраслями, комплексами       |                            | д. э. н.              |
| Шахов, Алексей Гаврилович            | 12 января 1938   | 14 февраля 2001 | ОСХН                       | СЗВ                        | Микробиология, незаразные болезни животных                                      |                            | д. в. н.              |
| Шеуджен, Асхад Хазретович            | 5 января 1952    | 18 февраля 2010 | ОСХН                       | СЗМВЛХ                     | Общее земледелие                                                                |                            | д. б. н.              |
| Шпаков, Анатолий Свиридович          | 9 ноября 1947    | 18 февраля 1999 | ОСХН                       | СРЗБР                      | Кормопроизводство                                                               |                            | д. с.-х. н.           |
| Штыков, Валерий Иванович             | 28 мая 1941      | 16 февраля 1995 | ОСХН                       | СЗМВЛХ                     | Мелиорация                                                                      |                            | д. т. н.              |

## Учёные степени
| Учёная степень                    | Сокращение  | Количество |
| --------------------------------- | ----------- | ---------- |
| доктор биологических наук         | д. б. н.    | 14         |
| доктор ветеринарных наук          | д. в. н.    | 9          |
| доктор сельскохозяйственных наук  | д. с.-х. н. | 28         |
| доктор технических наук           | д. т. н.    | 16         |
| доктор физико-математических наук | д. ф.-м. н. | 1          |
| доктор химических наук            | д. х. н.    | 1          |
| доктор экономических наук         | д. э. н.    | 16         |